# Antonio Abbondanti
 (juillet 2023).
La mise en forme du texte ne suit pas les recommandations de Wikipédia : il faut le « wikifier ».
Les points d'amélioration suivants sont les cas les plus fréquents. Le détail des points à revoir est peut-être précisé sur la page de discussion.
- Les titres sont pré-formatés par le logiciel. Ils ne sont ni en capitales, ni en gras.
- Le texte ne doit pas être écrit en capitales (les noms de famille non plus), ni en gras, ni en italique, ni en « petit »…
- Le gras n'est utilisé que pour surligner le titre de l'article dans l'introduction, une seule fois.
- L'italique est rarement utilisé : mots en langue étrangère, titres d'œuvres, noms de bateaux, etc.
- Les citations ne sont pas en italique mais en corps de texte normal. Elles sont entourées par des guillemets français : « et ».
- Les listes à puces sont à éviter, des paragraphes rédigés étant largement préférés. Les tableaux sont à réserver à la présentation de données structurées (résultats, etc.).
- Les appels de note de bas de page (petits chiffres en exposant, introduits par l'outil «  Source ») sont à placer entre la fin de phrase et le point final[comme ça].
- Les liens internes (vers d'autres articles de Wikipédia) sont à choisir avec parcimonie. Créez des liens vers des articles approfondissant le sujet. Les termes génériques sans rapport avec le sujet sont à éviter, ainsi que les répétitions de liens vers un même terme.
- Les liens externes sont à placer uniquement dans une section « Liens externes », à la fin de l'article. Ces liens sont à choisir avec parcimonie suivant les règles définies. Si un lien sert de source à l'article, son insertion dans le texte est à faire par les notes de bas de page.
- La présentation des références doit suivre les conventions bibliographiques. Il est recommandé d'utiliser les modèles {{Ouvrage}}, {{Chapitre}}, {{Article}}, {{Lien web}} et/ou {{Bibliographie}}. Le mode d'édition visuel peut mettre en forme automatiquement les références.
- Insérer une infobox (cadre d'informations à droite) n'est pas obligatoire pour parachever la mise en page.

Pour une aide détaillée, merci de consulter Aide:Wikification.
Si vous pensez que ces points ont été résolus, vous pouvez retirer ce bandeau et améliorer la mise en forme d'un autre article.
Antonio Abbondanti (né vers 1590 à Imola en Émilie-Romagne et mort le 17 mai 1653 à Liège) est un homme de cour, ecclésiastique, diplomate et homme de lettres italien.

## Biographie
Antonio Abbondanti naquit à Imola (Romagne, alors États pontificaux) entre 1580 et 1590. Ses années de jeunesse, ses études, ses premières expériences de vie restent obscures : il aurait appartenu pour peu de temps à l’Ordre des Chartreux, avant de devenir, vers 1608, secrétaire de l’évêque de Mantoue. Sa destinée ne prend vraiment tournure qu’en 1615, lorsqu’il entre au service du gouverneur de Fermo, Pier Luigi Carafa. Celui-ci, nommé coup sur coup évêque de Tricarico et nonce apostolique à Cologne, l’entraîne à sa suite, dès 1624, en Germanie inférieure. Il s’agissait de restaurer la discipline au sein de l’Église catholique en Allemagne en vue de raffermir la fidélité des territoires restés catholiques, sinon de tenter de reconquérir ceux qui avaient été perdus.
Dans les derniers jours du carnaval colonais de 1625, il compose en terza rima, à la manière de Francesco Berni, et publie in situ quatre Capitoli piacevoli d’un Viaggio di Colonia, chronique de son expérience pérégrine toute fraîche, agrémentée d’épisodes fantaisistes et de marques d’obédience aux conventions de la poésie burlesque. Cependant, un an à peine après son installation dans la métropole rhénane, Monsignor Carafa, confronté à d’importantes et difficiles questions, se voit contraint de transférer sa légation à Liège. Il découvre tout juste ce nouveau séjour, appelé à devenir définitif, quand lui vient de Trèves une nouvelle requête d’arbitrage, qui lui fait reprendre la route : le retour a lieu vers la mi-novembre.
Abbondanti consacre, en avril 1626, à ce Viaggio di Colonia a Treveri, trois autres Capitoli qui s’adjoindront en complément au Viaggio di Colonia (publié seul à Cologne, en 1625 ; réédité en 1627 à Venise, avec le complément en question, d’abord par Marc’Antonio Brugnolo, ensuite par Francesco Baba). La dernière partie du deuxième des trois Capitoli rend témoignage des premiers moments passés à Liège par l’auteur et de ses impressions. Si la ville le retient par le charme de sa configuration, il n’en va pas de même de ses habitants, dont il dénonce d’emblée la fureur procédurière, faisant état ensuite, dans son réquisitoire, de l’impudique liberté des femmes, de la rudesse d’aspect et de parler des hommes, de la noirceur des visages enfumés par les foyers à charbon, et pour couronner le tout, de la consommation effrénée de bière dans les différentes classes de la société.
Charge évidente, dont la maladresse, étant donné les circonstances, prenait l’allure d’un impair. L’impitoyable censeur ne tarde pas à ressentir (à moins qu’on ne la lui ait signifiée) l’urgence d’une volte-face. Il saisit l’occasion de la réunion en un volume de rimes anciennes et de compositions nouvelles pour insérer au début de ce qui sera son œuvre la plus connue, le Gazzette Menippee di Parnaso (Venise, Francesco Baba, 1629), près de 300 vers d’une Mentita poetica où, par delà l’hommage sincère à des amis et bienfaiteurs de la place, comme l’abbé Oranus, Ernest de Miche et Adrien de Fléron, la palinodie ne donne pas moins dans l’exagération que la satire désavouée... Néanmoins, la prise d’angle de l’observateur, soutenue par un effort sensible d’information, a glissé du plan de la collectivité sociale à celui de la communauté nationale. L’esprit liégeois, considéré hier dans sa vivacité comme un ornement personnel à finalité plaisante, devient aujourd’hui un atout civique. Apparemment, notre diplomate vient d’atteindre un premier stade d’intégration «apud Leodios».
Un pas décisif dans cette intégration sera franchi en 1630, quand le poète publie l’un après l’autre deux ouvrages, non plus à Venise, mais à Liège, chez Jean Ouwerx : d’abord, un éloge panégyrique à trois voix (prose latine d’Adrien de Fléron, vers latins d’un anonyme, vers italiens d’Abbondanti) à la gloire du généralissime des armées de la Ligue catholique, Jean t'Serclaes de Tilly, apparu déjà dans la Mentita poetica avec le surnom de « L’Ercole cristiano » ; ensuite, La Giuditta, sorte de copieux pêle-mêle poétique, dédicacé au nonce Carafa, et qui, outre la surprise de réunir une vingtaine de pièces (dont quinze sonnets) prétendument conçues à la demande d’un ami, en hommage à plusieurs dames liégeoises nommées «di bellezza estrema», présente l’intérêt de produire un témoignage d’admiration envers trois des plus fameux artistes principautaires du temps : Michel Natalis, François Walschartz et Gérard Douffet. Pour les deux derniers, les vers se faisant descriptifs à propos de certaines œuvres, l’hommage acquiert une dimension documentaire dont l’histoire de l’art devra bien tirer parti un jour.
Membre de l’Académie des Avvivati, sous le pseudonyme de l’«Innominato», Abbondanti aurait fait partie aussi, sous celui de «Goffo» (balourd), de l’Académie des Insensati.
À partir d’ici, la carrière du secrétaire du nonce va précipiter son mouvement et gagner un autre niveau (Carafa ayant réintégré son siège épiscopal, ses maîtres à Cologne s’appellent Martino Alfieri et Fabio Chigi, le futur Alexandre VII). Le temps de publier un dernier ouvrage, en prose cette fois, dans le sillage de Guido Bentivoglio : Il Breviario delle Guerre de Paesi Bassi (Colonia, Andrea Binghio, 1641), Abbondanti devient, toujours à Cologne, secrétaire du patriarche de Constantinople Francesco Maria Macchiavelli, puis auditeur, enfin protonotaire chargé d’assurer l’intérim de la nonciature en 1651, et jusqu’en 1652. Des raisons de santé, semble-t-il, le portent alors à souhaiter être relevé de ses fonctions. Il se retire à Liège, où son appartenance au chapitre de Saint-Paul lui assure le revenu d’un bénéfice de chanoine. Il meurt le 17 mai de l’année suivante et est inhumé dans une des chapelles latérales de la collégiale. L’épitaphe de sa somptueuse pierre tombale en marbre noir de Theux révèle qu’il partage sa sépulture avec un autre chanoine, Antoine Gal, mort trente ans après lui.